# العلاقات السعودية مع جزر القمر
العلاقات السعودية مع جزر القمر هي العلاقات الثنائية بين المملكة العربية السعودية وجمهورية القمر المتحدة.
على الصعيد السياسي ترتبط الدولتين بعلاقات سياسية متينة منذ الستينات تحديداً بعد إعلان استقلال جزر القمر في عام 1975م، بينما تفتر العلاقات الاقتصادية إلى التعاون المتبادل فالمملكة لا تقوم بالتصدير من جزر القمر.
في عام 2004م  قام الأمير الوليد بن طلال بزيارة رسمية لجمهورية جزر القمر، وفي 2018م زار الأمير عبدالعزيز بن سعود بن نايف وزير الداخلية السعودي جزر القمر وهي الزيارة الثانية لمسؤل سعودي لجمهورية القمر، وكان يرافقه خلال زيارته الرسمية وفد رسمي، وقد استقبلهم رئيس الجمهورية عثمان غزالي بقصر بيت السلام، وخلال هذه الزيارة بحث البلدان سبل التعاون المشترك في العديد من المجالات، كما جرت مناقشة أبرز المستجدات على الساحتين الإقليمية والدولية آنذاك. وقد وقعت المملكة وجزر القمر اتفاقيتين لتمويل قطاع البنى التحتية وشبكة المياه أثناء هذه الزيارة، بقيمة 22 مليون دولار أمريكي. حيث يسعى هذا التمويل السعودي إلى إعادة تأهيل طريق موتسامودو- سيما بجزيرة أنجوان بتكلفة تقدر بـ 17 مليون دولار، ومشروع توسيع شبكة المياه بالعاصمة موروني وضواحيها بمبلغ 5 ملايين دولار.
كما يساهم الصندوق السعودي للتنمية في عدة مشاريع في جزر القمر منها طريق جزيرتى القمر الكبرى وموهيلى، وتبلغ قيمة المساهمة نحو 34.0 مليون ريال سعودي، ومشروع إعادة تأهيل الطرق الذي كانت تكلفته 112.5 مليون ريال سعودي، وأكل الصندوق من خلال مساهمته بقيمة 10.0 مليون ريال مشروع طريق جزيرتى القمر الكبرى وموهيلى.